# Trotommidea revelieri
Trotommidea revelieri is een keversoort uit de familie bloemspartelkevers (Scraptiidae). De wetenschappelijke naam van de soort is voor het eerst geldig gepubliceerd in 1885 door Abeille de Perrin.